# سورس‌فورج
سورس‌فورج (به انگلیسی: SourceForge) یک خدمت (سرویس) وب است که برای مشتریان نرم‌افزارها یک محل مرکزی برخط برای کنترل و مدیریت پروژه‌های نرم‌افزاری متن‌باز و نرم‌افزارهای تجاری پژوهشی تهیه می‌بیند. در این سایت، میزبانی مخزن کد منبع، ردیابی اشکال‌ها، آینه دانلودها برای بارترازی، یک ویکی برای مستندات، لیست ایمیل کاربران و توسعه‌دهندگان، تالار گفتگوی کاربران، بازخوردهای مروری و نرخ‌دهی، یک قسمت برای خبر فوری، همچنین بلاگ‌نویسی کوچک برای انتشار بروزرسانی پروژه، و دیگر ویژگی‌ها تدارک دیده شده است.
سورس‌فورج یکی از اولین سایت‌های ارائه دهنده این نوع خدمت (سرویس) رایگان برای پروژه‌های متن‌باز است. از سال ۲۰۱۲، این وبگاه روی نرم‌افزار آپاچی آلورا اجرا می‌شود. سورس‌فورج میزبانی رایگان و نیز دسترسی رایگان به ابزارهای به‌خصوص برای توسعه‌دهندگان نرم‌افزارهای آزاد و متن‌باز فراهم می‌کند.
سایت سورس‌فورج در سپتامبر سال ۲۰۲۰ اعلام کرد که در مخزن خود بیش از ۵۰۲٬۰۰۰ پروژه را میزبانی کرده‌ و اینکه بیش از ۳٫۷ میلیون کاربر ثبت‌نام شده دارد.
سورس فورج امکان دسترسی رایگان برای میزبانی وب و ابزارهایی برای توسعه دهندگان نرم‌افزارهای آزاد/متن‌باز فراهم می‌کند و در این زمینه با سایت‌هایی مانند: گیت‌هاب Ruby Forge , Tigris.org, BountySource, Launchpad, BerliOS, JavaForge, GNU Savannah, و Gitorious در رقابت است.